# Грчки храм
Грчки храм (стгрч. ὁ ναός, грч.  — „боравиште”, семантички различито од лат.  — „храм”) је био здање у ком су се чувале култне статуе у грчком светилишту. Сам храм обично није служио за спровођење култних обичаја, пошто су се жртвовања и ритуали посвећени поједином божанству одигравали изван њега. С друге стране, у њему су се често чувале понуде намењене том божанству.
Грчки храм је најважнији и најраспрострањенији тип зграде у грчкој архитектури. У хеленистичким царствима југозападне Азије и северне Африке, зграде подигнуте да задовоље функције храма су често биле прилагођаване локалној традицији. Чак и у местима у којима је видљив грчки утицај, таква здања се обично не сматрају грчким храмовима. Ово важи за, на пример, грчко-партијске и бактријске храмове, или за храмове птолемејског стила, који следе египатску традицију.